# Cuti
Luiz Silva (Ourinhos, 1951), conhecido pelo pseudônimo de Cuti, é um escritor, poeta e dramaturgo brasileiro.
Graduado em Letras pela Universidade de São Paulo em 1980, obteve os títulos de mestre em Teoria da Literatura e doutor em Literatura Brasileira pela Unicamp. Em 1978, foi um dos criadores do jornal literário Jornegro e da série de antologias Cadernos Negros. Participou da fundação do grupo Quilombhoje, no qual se manteve até 1993.

## Obras[5]

### Poesia
- 1978 - Poemas da carapinha (autopublicação)
- 1982 - Batuque de tocaia (autopublicação)
- 1987 - Flash crioulo sobre o sangue e o sonho (Mazza Edições)
- 2002 - Sanga (Mazza Edições)
- 2007 - Negroesia (Mazza Edições)
- 2008 - Contos crespos (Mazza Edições)
- 2009 - Poemaryprosa (Mazza Edições)
- 2013 - Kizomba de vento e nuvem (Mazza Edições)
- 2017 - Negrhúmus líricos (Ciclo Contínuo Editorial)
- 2020 - Axéconchego em face do fuzuê (Organismo Editora)

### Contos
- 1987 - Quizila (Quilombhoje)
- 1996 - Negros em contos (Mazza Edições)
- 2016 - Contos escolhidos (Malé Editora)
- 2020 - A pupila é preta (Malé Editora)

### Ensaios
- 1999 - Um desafio submerso: evocações, de Cruz e Souza, e seus aspectos de construção poética (Dissertação de mestrado, Unicamp)

- 2009 - Moreninho, Neguinho, Pretinho (Terceira Margem)
- 2009 - A consciência do impacto nas obras de Cruz e Souza e de Lima Barreto (Tese de doutorado, Autêntica Editora)
- 2010 - Literatura negro-brasileira (Selo Negro)
- 2011 - Lima Barreto (Selo Negro)
- 2012 - Quem tem medo da palavra negro (Mazza Edições)

### Teatro
- 1983 - Suspensão (autopublicação)
- 1991 - Dois nós na noite e outras peças de teatro negro-brasileiro (Eboh, 2 ed. Mazza 2009)
- 2017 - Tenho medo de monólogo & Uma farsa de dois gumes: peças de teatro negro-brasileiro (Ciclo Contínuo Editorial)

### Infanto-juvenil
- 1988 - A pelada peluda no Largo da Bola (Editora do Brasil)

### Coautoria
- 1988 - Terramara (com Arnaldo Xavier e Miriam Alves - teatro - Edição dos autores)
- 1992 - ... E disse o velho militante José Correia Leite (com José Correia Leite - memórias - 1 ed. Secretaria Municipal de Cultura - São Paulo; 2 ed. Noovha América, 2007)
- 1997 - Quilombo de palavras (com Carlos de Assumpção - CD de poemas - Estúdio Mix)
- 2002 - Consciência negra do Brasil: os principais livros (com Maria das Dores Fernandes - orgs. - Mazza Edições - bibliografia comentada)
- 2015 - Preto mel de chama e gozo: antologia da poesia negro-brasileira erótica (com Akins Kintê - Ciclo Contínuo Editorial)
- 2017 - Tenho medo de monólogo (com Vera Lopes - teatro - Ciclo Contínuo Editorial)